# Adriaan van der Meijden
Adriaan van der Meijden was een koopman in dienst van de VOC. Vanaf 1658 was hij raad van Indië en van 1653 tot 1662 de vijfde gouverneur van Ceylon

## Biografie

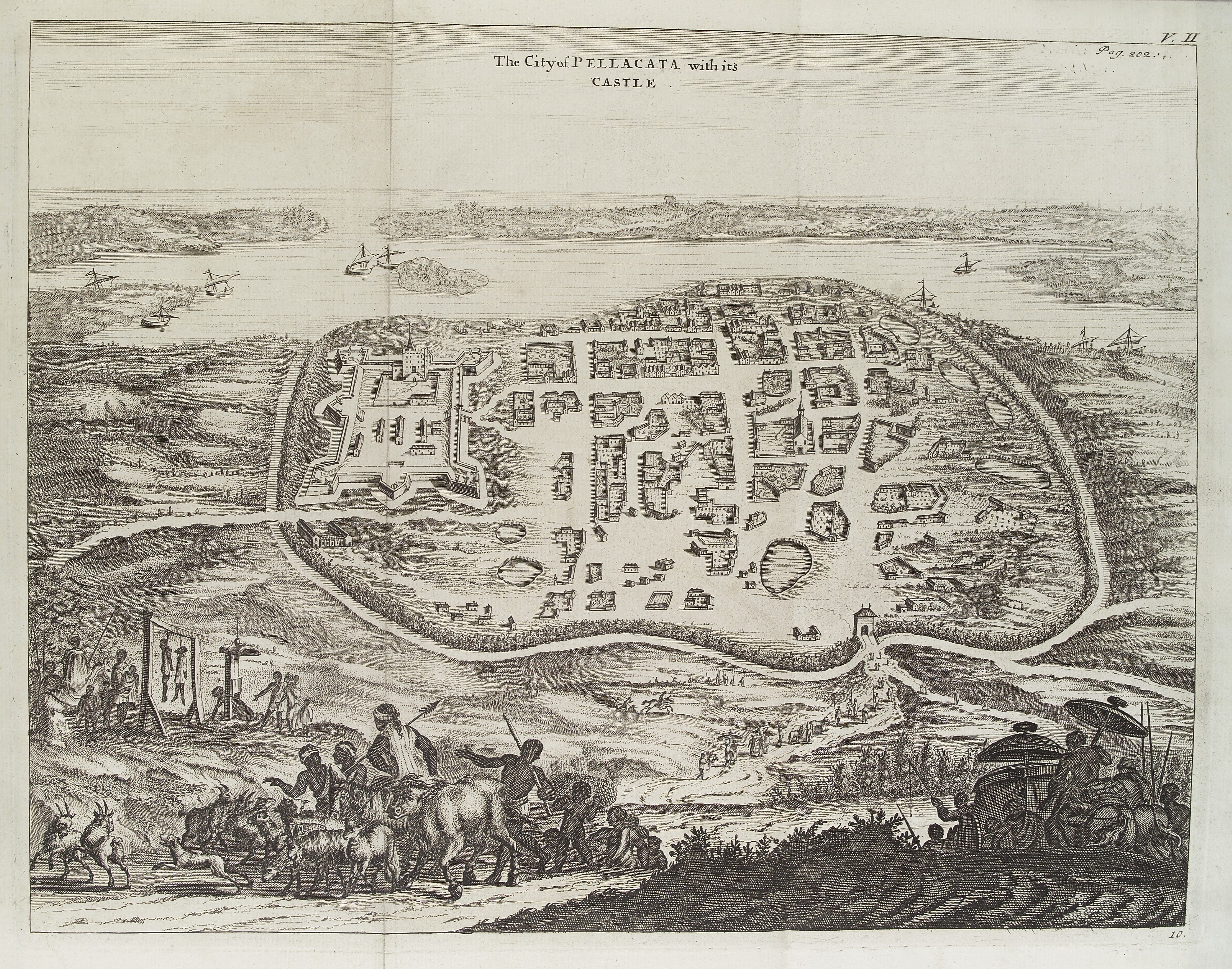
Paliacatta en Fort Geldria

Van der Meijden ging in 1633 als lichtmatroos op het schip 'Wapen van Rotterdam' naar Azië. Hij werkte daarna in Paliacatta (Pulicat), het toenmalige hoofdkwartier van de VOC aan de Coromandelkust, waar fort Geldria stond en de gouverneur zetelde. De voornaamste handelsproducten waren hier katoenen stoffen, die in de Molukken geruild werden voor specerijen.
In 1637 vergezelde hij koopman Andries Helmond en de van de vloot van Adam Westerwoldt afkomstige Jan Thijssen op een missie naar Ceylon. Ze moesten de instemming van de Raad van Indië overbrengen op het verzoek van de koning van Kandy, Raja Singha II, om de Portugezen van Ceylon te verdrijven in ruil voor het monopolie op de kaneelhandel.
In de jaren '40 werkte hij op verschillende VOC factorijen langs de hele kust en onderhandelde over verdragen met vorsten in het binnenland.

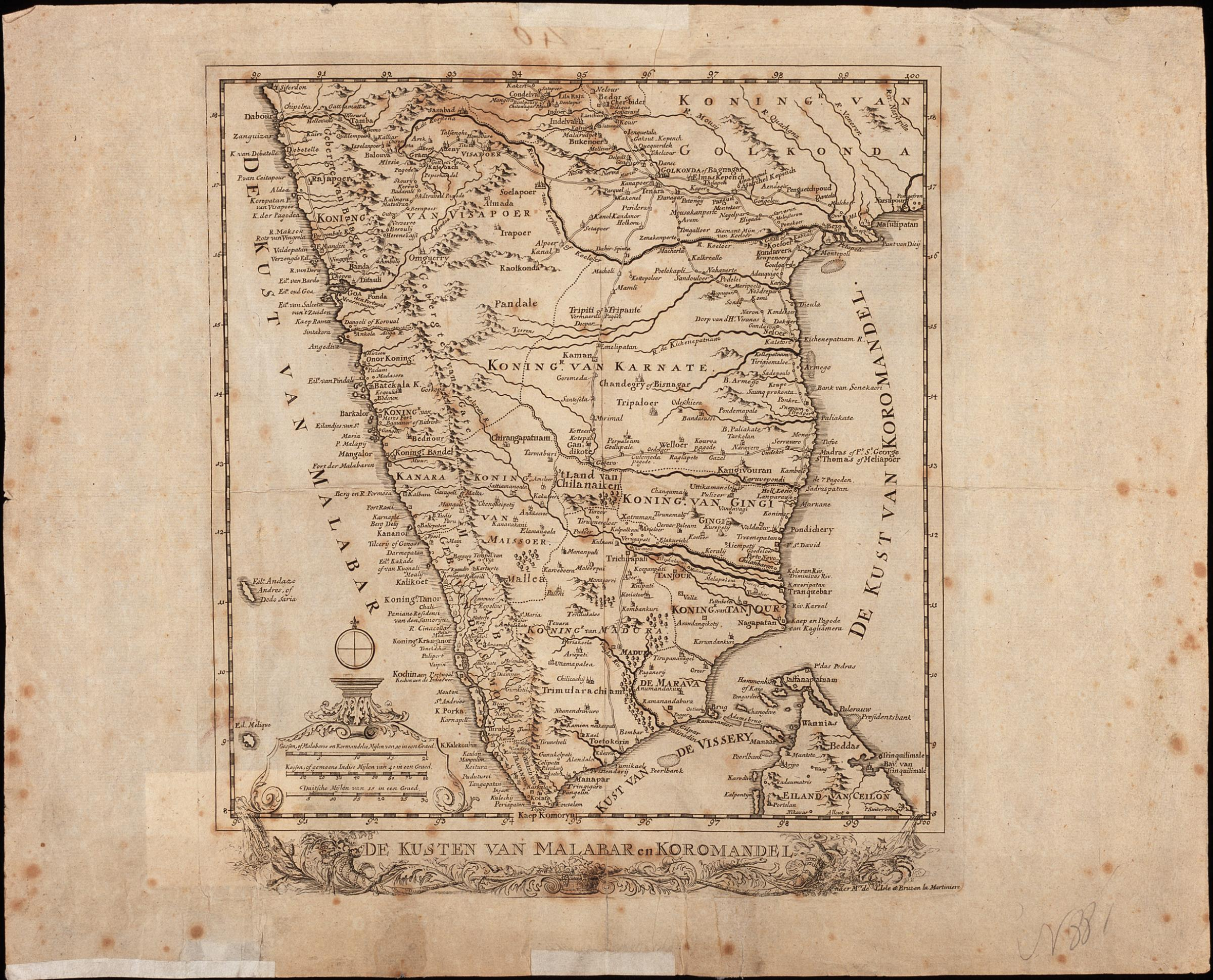
De kusten van Coromandel en Malabar

In 1644 werd hij van onderkoopman bevorderd tot koopman, en in 1646 tot opperkoopman. In 1645 stichtte hij in Kayalpatnam in het zuiden een nieuw kantoor, onder een verdrag met de Nayak van Madoera. In 1648 werd dit kantoor echter aangevallen door de Portugezen uit Tuticorin met hulp van de plaatselijke bevolking, ondanks dat er op dat moment vrede was tussen de Republiek en Portugal. Gebouwen werden in brand gestoken en goederen werden geroofd. Het personeel wist te ontsnappen met een toevallig aanwezig schip dat van Malabar naar Batavia onderweg was. De Raad van Indië droeg de gouverneur van Ceylon, Johan Maetsuycker, op om wraak te nemen, om reputatieverlies te voorkomen. Van der Meijden ging naar Galle in Ceylon om Maetsuycker te informeren. Deze ging in 1649 met kapitein Jan van der Laen en zo'n 700 soldaten naar Tuticorin om schadevergoeding te eisen, maar de meeste daders waren gevlucht en ondanks zware druk wist men slechts een deel van het geëiste bedrag te verzamelen. Ondanks deze tegenvaller had men in ieder geval de sterkte van Tuticorin kunnen beoordelen voor de dag dat het veroverd moest worden.
In dat zelfde jaar verhuisde Van der Meijden permanent naar Ceylon en werd opperhoofd van fort Negombo om de in ongenade gevallen Nicolaas Overschie te vervangen. In Ceylon had de Compagnie intussen meerdere forten op de Portugezen weten te veroveren: Trincomalee en Batticaloa aan de oostkust en Negombo, Matara en Galle aan de zuidwestkust. In Galle had de VOC haar hoofdkwartier. De Portugezen zaten nog verschanst in hun hoofdvesting Colombo en in het noordelijke deel van het eiland, met name in Jaffna.
In april 1652 werd Van der Meijden benoemd tot secunde (vice-gouverneur) onder Jacob van Kittensteyn. Jan van der Laen werd het nieuwe hoofd in Negombo. Op 11 october 1653 volgde Van der Meijden de vertrekkende Van Kittensteyn op als gouverneur.

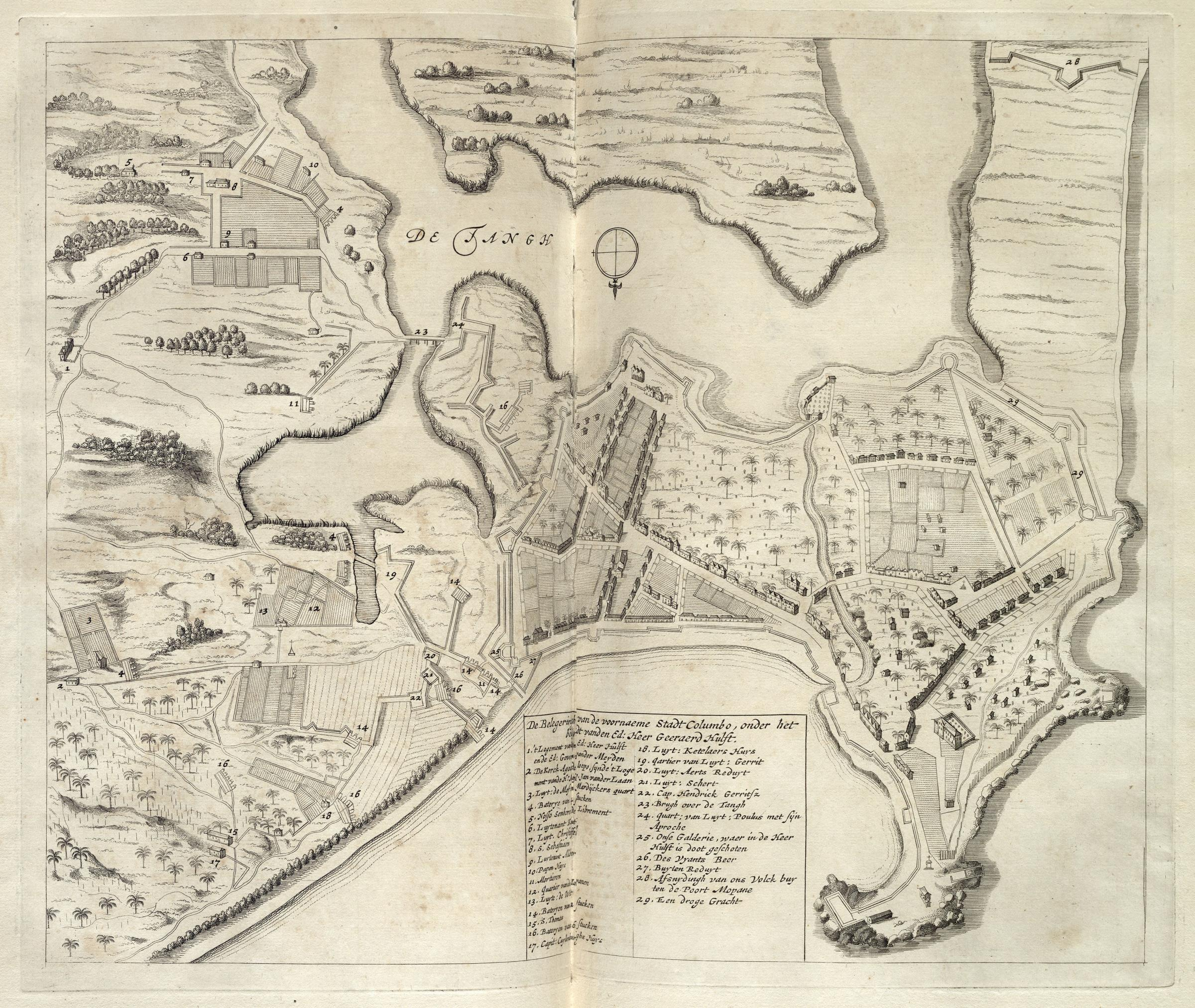
De belegering van Colombo in 1656

In 1654 leverde hij met zo'n 1000 soldaten (Nederlanders, Javanen en Singalezen) strijd met de Portugezen bij Kalutara, iets ten zuiden van Colombo. In 1655 verscheen Gerard Hulft, de pas benoemde directeur-generaal in Batavia, met een vloot van 11 schepen en meer dan 1000 soldaten in Ceylon. Ze sloten zich aan bij de troepen van Van der Meijden. Eerst werd het fort van Kalutara veroverd en een klein fortje bij Panadura verderop langs de kust, en in november begon men aan de belegering van Colombo. Dit fort was in de voorgaande jaren aanzienlijk versterkt vanuit Goa. De eerste bestorming, op 12 november, waarbij met ladders werd geprobeerd de bastions te beklimmen, mislukte ten koste van meer dan 200 doden en 350 gewonden. Er werd overgegaan tot een beleg om de Portugezen uit te hongeren. Dat duurde meer dan zeven maanden. In april werd Hulft dodelijk geraakt door een musketkogel toen hij meehielp een door de Portugezen vanaf de muur in brand gegooide houten belegeringstunnel te blussen. Van der Meijden nam toen het bevel over. Een maand later werd de stad voor de tweede keer bestormd, waarbij zowel Van der Meijden als Van der Laen, inmiddels majoor, een hoofdrol speelden. Vijf dagen later, op 12 mei, gaven de laatste Portugezen zich over.
Raja Singha, de koning van Kandy, wilde dat de stad aan hem werd overgedragen maar Van der Meijden weigerde dat. Zolang Raja Singha zijn deel van de oorlogskosten niet betaalde bleef Colombo in onderpand. Hij bood hem wel Negombo aan en een gedeeltelijke slechting van de vestingwerken van Colombo, maar dat vond Raja Singha niet genoeg, dus gebeurde er niets. Als antwoord nam Raja Singha zijn toevlucht tot een verschroeide aarde politiek. Het achterland van Colombo en Negombo werd verwoest en ontvolkt.
Eind 1657 arriveerde vanuit Batavia een vloot met Rijcklof van Goens als bevelhebber en commissaris van de westelijke kwartieren. Zijn opdracht was om in Ceylon en Zuid-India de Portugezen te bestrijden. Begin februari 1658 werd door Jan van der Laen Tuticorin aan de Coromandelkust veroverd. Troepen onder Van Goens veroverden eind februari het fort op het eiland Mannar aan de kust van Ceylon tegenover Tuticorin. In maart veroverden ze fort Hammenhiel, en na een beleg van drieënhalve maand, op 21 juni, Jaffna. In augustus volgde ook nog eens Negapatnam op de Coromandelkust door Van der Laen. Hiermee kwam een eind aan de Portugese aanwezigheid in deze regio. De VOC verplaatste haar hoofdkwartier van Galle naar Colombo.
Raja Singha eiste nu ook de forten van Mannar en Jaffna op, maar in plaats daarvan kreeg hij door Batavia, waar Maetsuycker inmiddels gouverneur-generaal was, een rekening voor de oorlogskosten toegestuurd van 7.265.460 gulden, te betalen in 'kaneel, olifanten, arecanoten etc.'

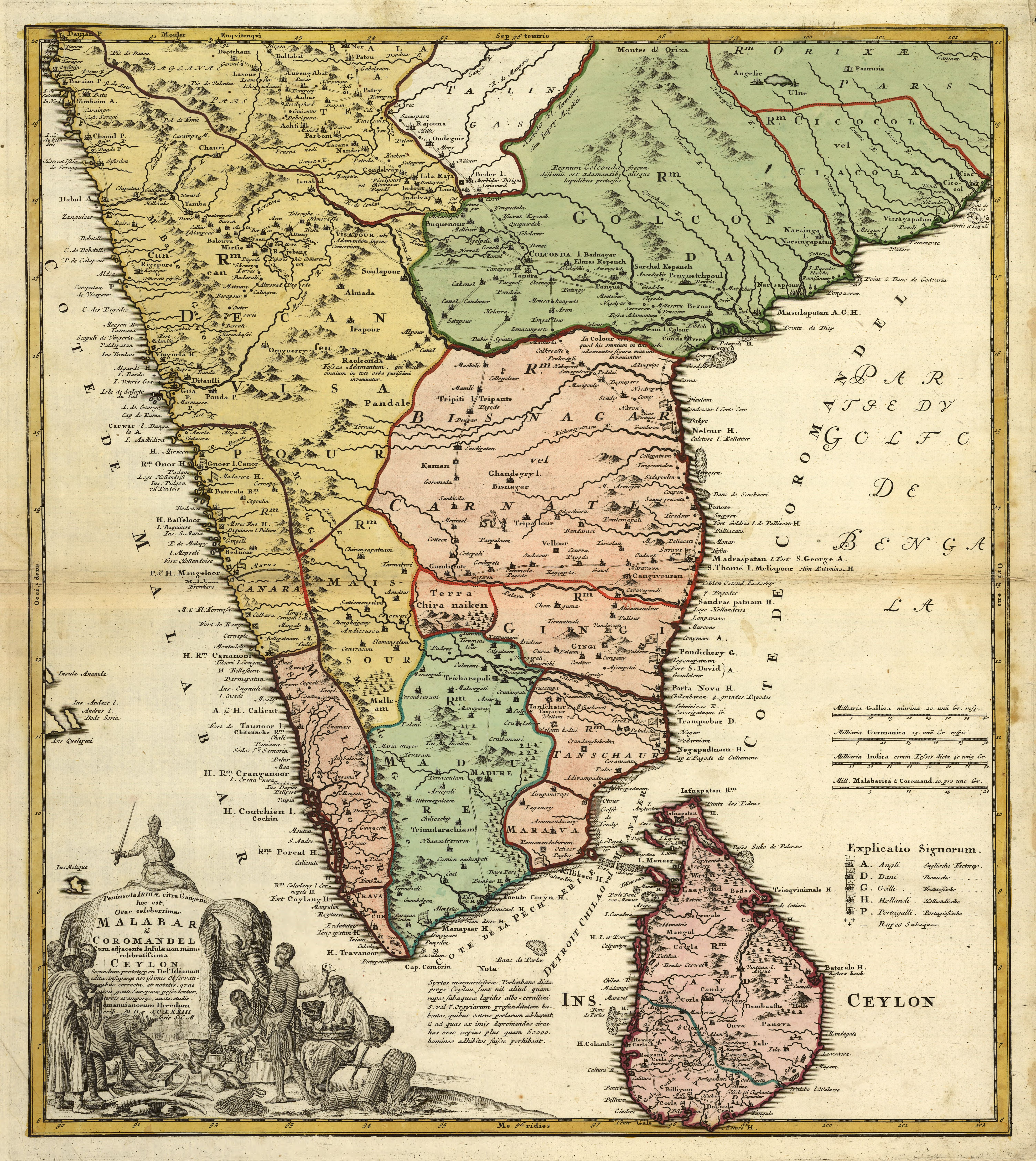
Ceylon, Coromandel en Malabar

In 1659 werd in opdracht van Van Goens met een klein garnizoen het schiereiland Calpentijn (het huidige Kalpitiya) in bezit genomen. In naam om te voorkomen dat er kaneel werd gesmokkeld vanuit de haven van Puttalam, maar in feite om de regionale handel daar in handen te krijgen en Raja Singha de duimschroeven aan te draaien. Toen Raja Singha er een leger van 8000 Kandianen op af stuurde ging ook Van der Meijden er met enkele honderden soldaten naar toe, waarop de Kandianen de aftocht bliezen. Vanaf 1667 zou hier een fort worden gebouwd.
De VOC was nu, zo schrijft Pieter van Dam, met de koning in een openlijke oorlog geraakt, 'maar sonder dat evenwel ons eenige bysondere affbreuck heeft konnen doen, dan alleen d'een en de andere op affgelege plaetsen 't hooft aff te slaan'.
Van der Meijden was intussen in 1657 Raad extra-ordinair van Indië geworden en in 1658 gewoon Raad van Indië. In 1659 onderhandelde hij in Tuticorin een overeenkomst met de Nayak van Madoera waarbij de VOC de rechten kreeg op de handel in parels en schelpen die langs de kust gevonden werden. Permanente handelsposten wilde de Nayak echter niet toestaan. Wel lukte het om enkele nieuwe factorijen ten zuiden van Negapatnam te stichten.
Ook vroeg hij dat jaar een beroemde dokter aan het hof van Tanjore in India om naar Colombo te komen om zijn zieke vrouw te genezen. De faam van deze man was hem ter ore gekomen via Indiase handelaren die in Ceylon olifanten kochten van de VOC. Toen het de dokter lukte om zijn vrouw beter te maken vroeg hij hem te blijven en schonk hem een stuk land. De dokter was de stamvader van de bekende Burgher familie Ondaatje, waaronder de schrijver Michael Ondaatje.
De verhouding tussen Van der Meijden en commandeur Van Goens, die ook in Colombo verbleef, was echter niet goed. De scheiding tussen militaire en bestuurlijke zeggenschap was in de praktijk lastig. Bovendien stond Van Goens voor een expansionistische politiek en Van der Meijden, net als Batavia, voor een meer pacifistische. De onenigheid leidde ertoe dat Van Goens Van der Meijden beschuldigde van administratieve onregelmatigheden en privéhandel en beweerde dat hij niet opgewassen was tegen zijn taak, waarna hij voor de Raad van Justitie in Batavia moest verschijnen. In de tussentijd nam Van Goens zijn gouverneurschap waar.
Na onderzoek in Batavia werden de beschuldigingen ongegrond verklaard en Van der Meijden kreeg zelfs complimenten van gouverneur-generaal Maetsuycker en de Raad van Indië. Hij schreef voor de Raad een verslag van de historie van de VOC op Ceylon en keerde eind 1660 terug naar Colombo. Hij kreeg de opdracht om met een vloot van 12 schepen met zo'n 1200 manschappen naar de pepergebieden aan de Malabarkust te gaan om ook daar de Portugese vestingen in te nemen. Van Goens en Van der Laen hadden hier eind 1658 Coylan veroverd maar dat was het jaar daarop weer terug veroverd door de Portugezen. Het lukte Van der Meijden echter alleen om Paliport in te nemen, begin 1661. De vloot was te laat in het seizoen vertrokken en de naderende moesson maakte verdere operaties onmogelijk. Het jaar daarop stuurde Batavia meer schepen en droeg Van Goens hetzelfde op. Van Goens had inmiddels zo'n hekel aan Van der Meijden dat hij alleen de leiding van de tocht op zich wilde nemen als Van der Meijden ontslagen werd als gouverneur, en hij ook dat gezag op zich kon nemen. Gezien het strategisch belang van de Malabarkust en Van Goens' militaire successen in het verleden zwichtte Batavia voor deze chantage en willigde Van Goens' eis in. Van der Meijden werd gedwongen zijn ontslag aan te vragen. Van Goens vertrok met Adriaan Roothaes als vice-admiraal en meer dan 4000 soldaten naar Malabar en dit keer lukte het om Coylan weer terug te nemen, maar de verovering van het belangrijke fort van Cochin mislukte. Pas begin 1663 lukte het Van Goens om samen met Jacob Hustaert ook deze kust voor de Compagnie te veroveren.
In 1662 droeg Van der Meijden het gouverneurschap over aan Van Goens en ging naar Batavia om zitting te nemen in de Raad van Indië. In september trouwde hij, met de weduwe Clara Sweers de Weerdt. Blijkbaar was zijn eerste vrouw toch overleden. Nu bleek echter dat de Heren XVII, vermoedelijk op aandringen van Van Goens, wilden dat Van der Meijden ontslagen werd. Hoewel Maetsuycker en de Raad zelf ook hun problemen met Van Goens hadden, kozen zij gezien de steun die hij blijkbaar in Nederland genoot eieren voor hun geld. Op 21 december 1663 keerde Van der Meijden als vice-admiraal van de retourvloot van Dirk Steur terug naar Nederland. Hij diende nog een claim in van 20.000 gulden voor diverse bewezen diensten, maar dit werd ongefundeerd verklaard. Omdat onder zijn gezag Colombo was veroverd kreeg hij toch nog 1500 gulden. Over het verdere leven van Van der Meijden is niets bekend, noch weet men waar en wanneer hij overleden is.